# Księga słów
Księga słów – debiutancki album polskiego duetu hip-hopowego Egzegeza, wydany 28 czerwca 2013 nakładem wytwórni Bozon Records.
Płyta zawiera podkłady muzyczne, które znalazły się na instrumentalnym albumie Galusa Futura. Płyta została napisana we wrześniu 2012 roku, w szesnaście godzin. Księga słów była sprzedawana tylko za pośrednictwem strony internetowej Bozon Records.

## Lista utworów
| Nr  | Tytuł utworu         | Tytuł oryginału    | Długość |
| --- | -------------------- | ------------------ | ------- |
| 1.  | „Bangladeszcz”       | „Futura”           | 3:13    |
| 2.  | „Soczewka”           | „Purple Rain”      | 2:55    |
| 3.  | „Egzegeza”           | „Remember Me”      | 2:51    |
| 4.  | „Pasmarsz”           | „Spaceway”         | 2:27    |
| 5.  | „Katarymiarz”        | „Lost Accordion”   | 3:05    |
| 6.  | „Psychodializa”      | „Cubism”           | 0:54    |
| 7.  | „Nihil novi”         | „Sicking Suite”    | 3:44    |
| 8.  | „Barwidło”           | „Aquarius”         | 2:11    |
| 9.  | „Zegarniszcz”        | „Door To the Mind” | 2:45    |
| 10. | „Padliny”            | „Bombay Child”     | 1:57    |
| 11. | „Biliard”            | „Valium”           | 2:17    |
| 12. | „Miara nieprzebrana” | „Odyssey”          | 3:06    |
|     |                      |                    | 31:25   |

## Twórcy
- Tau (Medium) – rap, słowa, aranżacja, koncept
- Galus – producent, miks
- Dominik Gałązka – saksofon (utwór: 5)
- Noon – mastering
- SewerX – okładka